# ذا سيمز (سلسلة)
ذا سيمز (بالإنجليزية: The Sims)‏ هي سلسلة ألعاب فيديو طورتها ماكسيس ونشرتها إلكترونيك آرتس.
تعتبر واحدة من أكثر سلاسل الألعاب نجاحاً.
ففي 16 أبريل 2008، بيع منها أكثر من 100 مليون نسخة حول العالم، وفي 19 مارس 2008، أصبحت أفضل ألعاب الكمبيوتر مبيعاً في التاريخ.
و سيمز هي سلسلة لعبة محاكاة الحياة التي تم تطويرها من قبل ماكسيس واستوديو سيمز ونشرتها إلكترونيك آرتس. باعت ما يقرب من 200 مليون نسخة في جميع أنحاء العالم، وهي واحدة من سلسلة ألعاب الفيديو الأكثر مبيعا.  تم إنشاء المسلسل من قبل ماكسيس، قبل تطوير سلسلة انتقلت إلى استوديو سيمز بين عامي 2006 و2008. وسيمز ستوديو أُعيد دمجه لاحقا في علامة إي ماكسيس تحديثها في عام 2012، حيث لا يزال يتم تطويرها من قبل الفريقين. الألعاب في سلسلة سيمز هي إلى حد كبير ساندبوكس جيمس، ويعيب هذه السلسلة أنها تفتقر إلى أي أهداف محددة (باستثناء بعض حزم التوسع في وقت لاحق). وفيها يقوم اللاعب بإنشاء شخصيات تسمى «سيمز» ويضعهم في المنازل ويساعد على توجيه المزاج وتلبية رغباتهم. يمكن للاعبين إما وضع سيمز في المنازل التي شيدت مسبقا أو بناء منازل لهم.

## أجزاءها
- ذا سيمز
- ذا سيمز 2
- ذا سيمز 3
- ذي سيمز 4
- ذا سيمز أونلاين
- ذا سيمز باستين آوت
- ذا اربز : ذا سيمز في المدينة
- ماي سيمز
- قصص ذا سيمز
- ذا سيمز 4
- ذا سيمز فري بلاي

ذا سيمز موبايل

## أهدافها
الأكل، النوم، التعارف، العمل، تنظيم الحياة، المغامرة، السفر، البناء،((أهداف غير موضحة))